# Aythyini
Aythyini – plemię ptaków z podrodziny kaczek (Anatinae) w obrębie rodziny kaczkowatych (Anatidae). W polskim nazewnictwie zwyczajowym dla tego taksonu spotykana jest nazwa grążyce.

## Występowanie
Plemię obejmuje gatunki występujące w Afryce, Eurazji, Australazji, Ameryce Północnej i Południowej.

## Charakterystyka
Obejmuje gatunki wodne, charakteryzujące się następującymi cechami:
- długość ciała 40–55 cm
- masa ciała 500–1300 g
- upierzenie białe, szare, czarne lub brązowe
- wyraźny dymorfizm płciowy i sezonowy
- zamieszkują zarówno wody słodkie, jak i morza
- pokarm stanowią rośliny z niewielką domieszką zwierząt
- gniazdo na lądzie, w pobliżu wody lub w wodnej roślinności
- w zniesieniu 5 do 19 jaj, które wysiaduje tylko samica
- wyłącznie samica opiekuje się pisklętami.

## Systematyka
Do plemienia należą następujące rodzaje:
- Marmaronetta Reichenbach, 1853 – jedynym przedstawicielem jest Marmaronetta angustirostris (Ménétriés, 1832) – marmurka
- Asarcornis Salvadori, 1895 – jedynym przedstawicielem jest Asarcornis scutulata (S. Müller, 1842) – malajka
- Rhodonessa Reichenbach, 1853 – jedynym przedstawicielem jest Rhodonessa caryophyllacea (Latham, 1790) – różanka
- Netta Kaup, 1829 – jedynym przedstawicielem jest Netta rufina (Pallas, 1773) – hełmiatka
- Metopiana Bonaparte, 1856
- Aythya Boie, 1822